# 慈云寺 (重庆市)
慈云寺是中华人民共和国重庆市南岸区狮子山的一座汉传佛教临济宗寺院。

## 沿革
慈云寺的历史可以追溯到唐朝。
现在的寺院是清朝乾隆二十二年（1757年）建成，当时名叫“观音庙”。
1927年，慈云法师进行重修。中国抗日战争时期，慈云寺组建了“慈云寺僧侣救护队”。文化大革命时期，红卫兵捣毁佛像、法器，僧侣还俗，山门前的一只宋代石狮子遭到彻底损毁。1983年，中华人民共和国国务院认定慈云寺为汉族地区佛教全国重点寺院。2006年4月，慈云寺进行修复工作，工期180天，施工期间寺院正常开放。

## 伽蓝
山门、天王殿、大雄宝殿、观音殿、文殊殿、普贤殿。
大雄宝殿有缅甸迎来的一尊玉佛，高1.87米，宽1.34米，重1500斤，是中国四大玉佛之一。
山门左侧的岩壁上，现存有清朝光绪十年（1884年），由原川东书院（后改名川东师范学堂）徐琴斻（昌绪）书写，石匠崔兴发所雕刻的“字水”题刻。该题刻刻在长17.3米、高7米的岩壁上，字高3.5米，宽2.5米，字距3米。